# Automatkarbin 4
Automatkarbin 4 (Ak 4) är ett helautomatiskt handeldvapen av typen automatkarbin som används inom Sveriges försvarsmakt, där det var huvudvapen från 1965 till 1986 då Automatkarbin 5 antogs. Vapnet är en modifierad svensk version av tyska Heckler & Koch G3.

## Historia

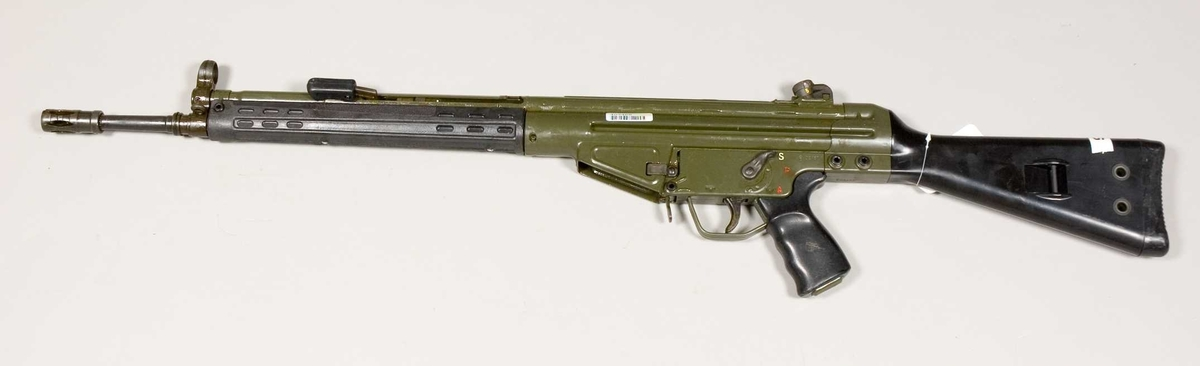
Provserie av Ak 4 i grön färg.

Automatkarbin 4, eller mer i dagligt tal benämnd Ak 4, är ett vapen som utvecklats utifrån Heckler & Koch G3.
I slutet av andra världskriget flydde ett antal tyska vapenkonstruktörer till Spanien och fortsatte där att utveckla en del idéer som testats i Tyskland under kriget, bland andra ett vapen i kaliber 7,92 × 33 mm, med halvreglat slutstycke, som gick under arbetsnamnet StG 45. De anställdes vid ett tekniskt institut i Madrid, benämnt CETME, där de så småningom förfinade StG 45 till ett vapen, i kaliber 7,62 × 51 mm NATO, som kallades CETME Modelo C. Detta var ett halvreglat vapen med låsrullar. I december 1949 flyttade några av tyskarna hem och startade företaget Heckler & Koch. Denna firma, som låg i Mausers gamla hemstad Oberndorf am Neckar , köpte licensrätten för Modelo C av CETME. Den antogs 1956 av Bundeswehr under namnet Gewehr 3 (G3) och leveranserna började 1959. 
I Sverige testades under sent 1950-tal och tidigt 1960-tal den svenska GRAM vilken var en modifierad variant av Ag m/42, amerikanska M14, schweiziska SIG, tyska G3 och belgiska FAL. Valet föll på G3 som dels levererades från H&K men också licenstillverkades i Sverige, först av Husqvarna Vapenfabrik AB och senare av FFV Carl-Gustaf i Eskilstuna. 
H&K G3 är ett mycket robust vapen med god träffsäkerhet och utgör idag grundstommen för flera av H&K nya prickskyttegevär. Turkiet använder fortfarande denna automatkarbin.

## Grunddata för Ak4
- Kaliber: 7,62 × 51 mm NATO
- Vikt, vapen utan magasin: 4,25 kg (med inskjutbar kolv: 4,52 kg)
- Vikt, vapen med magasin: 5,3 kg
- Längd: 1045 mm (med inskjutbar kolv: 800 mm)
- Magasin: 20 ptr/mag, (Vikt: 0,77 kg)
- Piplängd, utan flamdämpare: 450 mm
- V0: 803 m/s
- Mynningsenergi: 3127 J
- DMAX: 4500 m
- Eldhast: 500-650 skott/min
- Tillbehör: Bajonett, gevärsgranat, granattillsats, kikarsikte, benstöd, inskjutbar kolv, Övningsvapen 22LR AK 4, mynningsskydd, vapenlås för patronläge.
- Visirlinje: 572 mm
- Antal: cirka 250 000 – 300 000
- Antagen i Försvarsmakten: 1964
- Pris: ca 4 000 kr/st ("AFSE" prislista)
- Tillverkare: Carl Gustafs stads gevärsfaktori (1965-1970), Husqvarna Vapenfabrik (1965-1970), Gevärsfaktoriet i Eskilstuna (1970-198?).

Flest tillåtna patroner att skjutas patronvis eld är 60 skott/min och automateld 120 skott/min, alltså tre till sex magasin som rymmer tjugo patroner. Annars föreligger en risk för överhettning och att automatkarbinen skenar, d.v.s. att värmen från patronläget efterhand spontanantänder krutet i patronerna utan påverkan från skytten, varvid vapnet avger automateld tills hela magasinet är tömt.

## Versioner

### Ak4

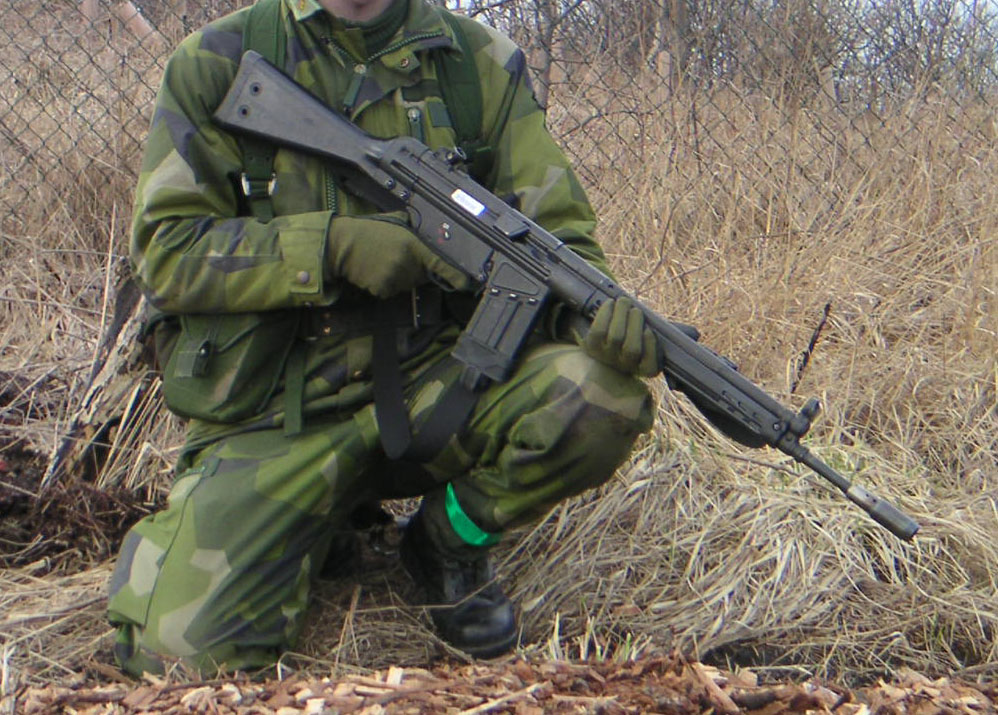
Soldat med AK 4 med lösskjutningsanordning, utan hylsfång.

Under början av 1960-talet utprovades i Sverige ett antal olika automatkarbiner, i syfte att ersätta gevär m/96, gevär m/38, Ag m/42 och Kpist m/45, vilka hade fungerat som huvudbeväpning för de svenska infanteriförband sedan det andra världskriget.
Emellertid var det tre karbiner som man främst inriktade sig på, en svensk prototyp kallad GRAM, tyskkonstruerade G3 och belgiskkonstruerade FN FAL. Samtliga tre automatkarbiner testades i två olika kalibrar, 6,5 mm och 7,62 mm. Då 7,62 mm var den kaliber NATO antagit beslutades 1962 att även Sverige skulle anta kaliber 7,62 mm, detta i syfte att pressa priser i samband med vapeninköp men även ta del i ammunitionsutvecklingen.
Då det visade det sig att G3 bäst motsvarade det svenska behovet, antogs G3 år 1964 som arméns nya standardvapen. Dock hade vapnet förbättrats på 40 punkter gentemot originalversionen av G3. Bakgrunden till att namnet Automatkarbin 4, eller i kortform Ak 4 antogs, är ej helt klarbelagd. Dock benämndes de två försöksvarianterna av Gram Ak1 resp. Ak2 och FN FAL kallades Ak3. Dessa omständigheter gör att benämningen Ak4 förefaller naturlig. 
Vapnet tillverkades sedan mellan åren 1965 och 1970 vid Carl Gustafs stads gevärsfaktori i Eskilstuna och vid Husqvarna vapenfabrik i Huskvarna. År 1970 köpte Försvarets Fabriksverk vapenfabriken av Husqvarna, och därefter kom karbinen fram till 1980-talet att enbart tillverkas i Gevärsfaktoriet i Eskilstuna.
Vapnet kom fram till slutet av 1980-talet att vara huvudbeväpning för brigadernas stridande enheter, då det senare började ersättas av den nya Automatkarbin 5 (Ak 5). Automatkarbin 4 kom med det efter hand att överföras till territorial- och hemvärnsförbanden.
I samband med förstudien till Automatkarbin 5 provades en mindre variant av G3 i kalibern 5,56 (Hk 33). Tanken var att detta vapens införande skulle underlätta en ombeväpning då eldhandgrepp m.m. skulle vara lika. Den klarade dock inte vintertesterna på grund av att den inte var färdigutvecklad.

### Ak4B

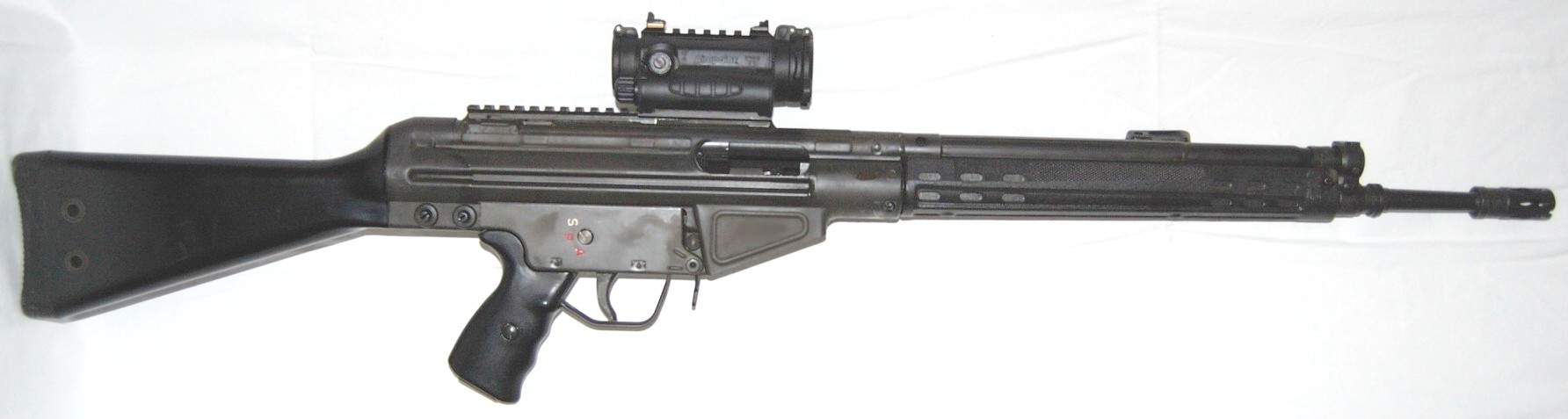
Ak 4B.

Under slutet av 1990-talet och början av 2000-talet kom Försvarets materielverk (FMV) tillsammans med Försvarsmakten att studera nya riktmedel till handeldvapen Ak 4 och Ak 5. I maj 2002 meddelade FMV att Aimpoint var det företag som vunnit upphandlingen. Upphandlingen berörde 60 000 rödpunktssikten. Ett av kraven på siktena var att batteriet i siktet skulle ha en livstid på minimum tio år vid intensiv användning.
Siktena påbörjades att levereras 2003 med en provserie om 500 sikten, vilket följdes årligen av 20 000 levererade sikten. Upphandlingen översteg 100 miljoner svenska kronor och hade även en option på ytterligare sikten.
Automatkarbin 4, vilket vid denna tidpunkt blivit Hemvärnets huvudbeväpning, modifierades och utrustades med rödpunktssikte och fick med denna modifiering det nya namnet Automatkarbin 4B eller i kortform Ak 4B. De fasta riktmedlen som finns på originalet är bortfrästa och istället har en picatinnyskena svetsats fast som fäste för rödpunktssiktet. Även hylsfångaren är något förändrad för att rymmas under siktet.

### Ak 4C

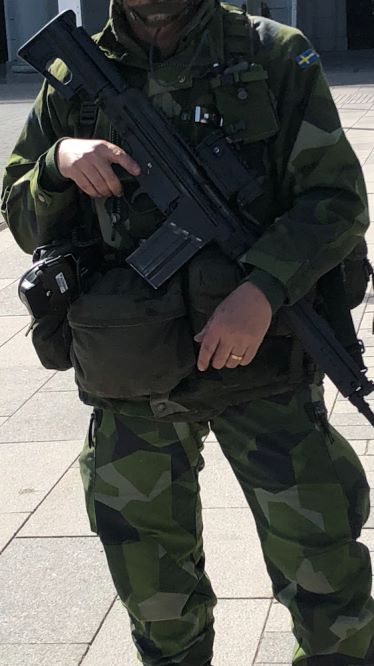
Hemvärnssoldat med AK4C vid beredskapsövningen 6/6 2018.

Ak4C skiljer sig från B-versionen genom att den har en kolv från Spuhr i Dalby AB som är justerbar i längd och med utbytbara kindstöd i olika höjder. Dessutom ligger kolven högre upp och mer i linje med pipan än originalkolven vilket minskar rekyluppslaget. Under 2018 började man distribuera dessa till Hemvärnet. 
Den 21 december 2020 meddelades från tidningen Hemvärnet att Rikshemvärnschefen beslutat att tilldela alla AK4-beväpnade hemvärnsmän den nya kolven och att detta räknades vara klart slutet på år 2022.

### Ak 4D
Ak 4D använder samma kolv som C-versionen och har dessutom ett nytt handskydd, även det från Spuhr. Det nya handskyddet möjliggör montering av tillbehör såsom benstöd, handtag, lampor etc. Tanken är att Ak 4D ska användas som skarpskyttevapen av armén.

### Ak4OR
Automatkarbin 4 OR (Ak 4 OR) är en Ak 4 med ett monterat kikarsikte av modell Hensoldt 4×24. Till skillnad mot Ak 4B är siktet ej monterat på en picatinnyskena, utan fästes med hjälp av spännbackar vilka anpassas av en spännarm och låsarm. Sedan 2017 har dock siktena modifierats och försetts med nya fästen för att kunna monteras på picatinnyskena istället för rödpunktssikte EHV och tilldelats hemvärnsförbanden. Vapnets fasta riktmedel gick i originalutförande att använda även när det optiska siktet var monterat på vapnet, detta går ej på Ak 4B där riktmedlen som tidigare nämnts är bortfrästa.  Ak 4 OR var särskilt avsedd för skarpskytte.

### Ak4 med granattillsats

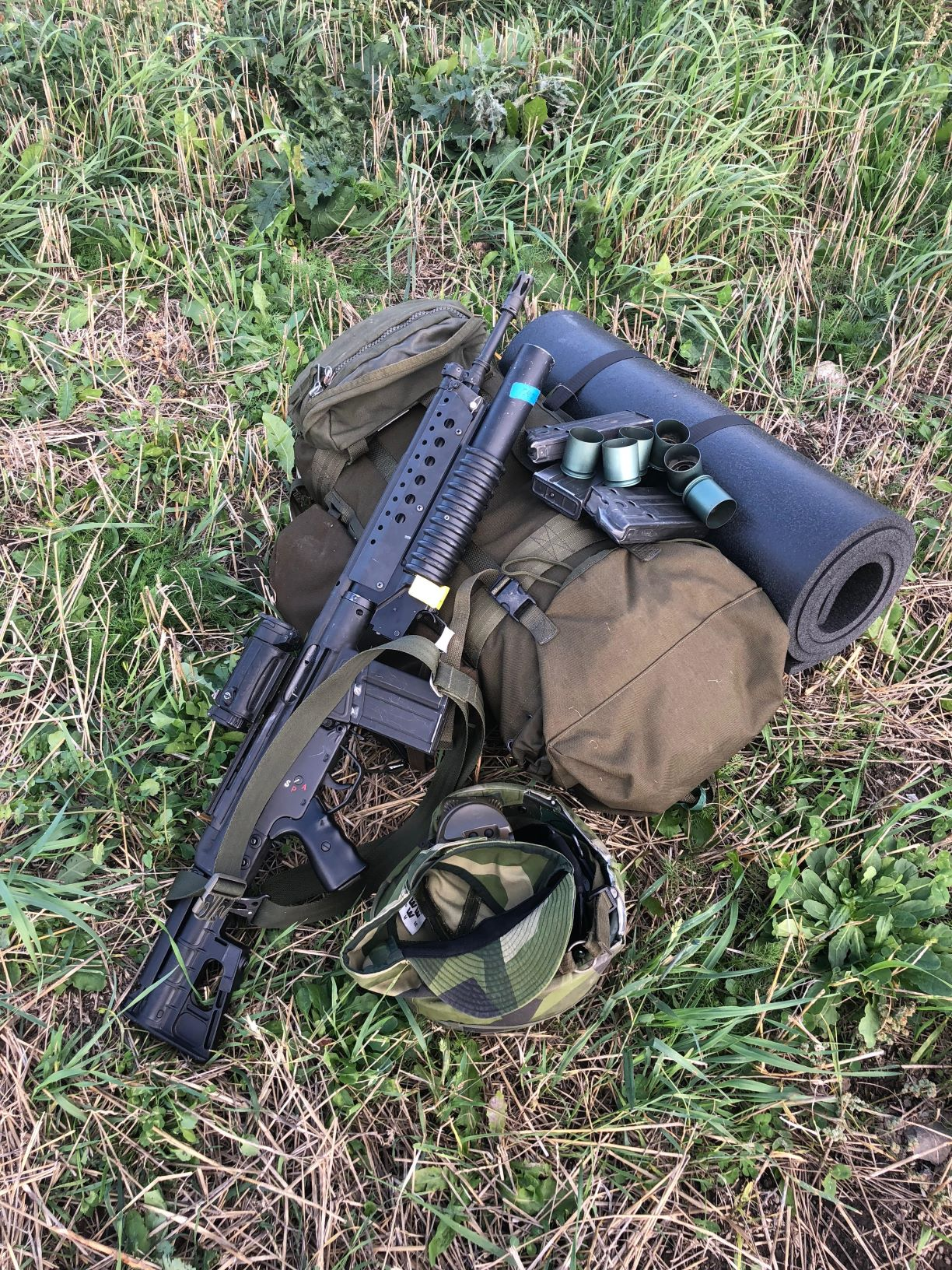
AK4C med granattillsats

Ak 4 med granattillsats är en Ak 4 eller Ak 4B som försetts med granattillsats i kalibern 40×46 mm av modellen Colt M203. Granattillsatsen har en längd på 385 mm och väger 1,63 kg (laddad). Tillsatsen inkluderar ett handskydd som ersätter det ordinarie handskyddet .

## Användning
Ak 4 är i den svenska armén ersatt av den modernare och lättare Ak 5. Hemvärnet är sedan en tid tillbaka ensam användare av Ak 4 i den modifierade och renoverade versionen Ak 4B. I stort sett alla hemvärnssoldater är sedan 2009 utrustade med Ak 4B och sedan 2018 i viss utsträckning med AK 4C. Efter 2022 är majoriteten av alla hemvärns utrustade med AK 4C. Hemvärnsmän som har en skarpskytteroll är däremot utrustade med AK 4D. 

## Tillbehör och reservdelar
Följande materiel tilldelas tillsammans med varje vapen:
| - Gevärsrem med knapp - Karbinhake - Tilläggshake - Hylsbuffert (ej Ak 4B) - Hylsfångare (modifierad modell till Ak 4B) - Magasin 4 st - Nollställningsmejsel (ej på alla vapen eller Ak 4B) - Fastsättningsrem - Etui för läskstång - Läskstång - Läsklina med fodral. Vanligtvis tilldelas läsklina, ej läskstång. | - Borsviskare - Läskända för linnelappar - Universalnyckel - Låsbult för underbeslag och handskydd - Fjädrar för utdragare - Utdragare - Fjäder för tändstift - Låsbult för kolv - Etui för tillbehörs- och reservdelssats - Verktyg för borttagning av utdragarfjäder - Lösskjutningsanordning (vissa förband) |

### Övriga tillbehör
Observera att tillbehör märkta "ej i Sverige" kan ha använts sparsamt vid försök eller specialförband. Det är dock inget som utdelats allmänt.
| - Bajonett (utdelas vid parad eller mobilisering) - Gevärsgranat (endast gevärsrökgranat i Sverige) - Granattillsats - Kikarsikte (Ak4OR) - Benstöd (ej i Sverige) - Inskjutbar kolv | - Ljuddämpare (ej i Sverige) - Övningsvapen 22LR Ak 4 - Mynningsskydd - Vapenlås för patronläge från Amlock AB - Rödpunktsikte från Aimpoint AB (Ak 4B) - Säkringsbleck för vakttjänst under fredstid - Kort kolv |

## Ammunition

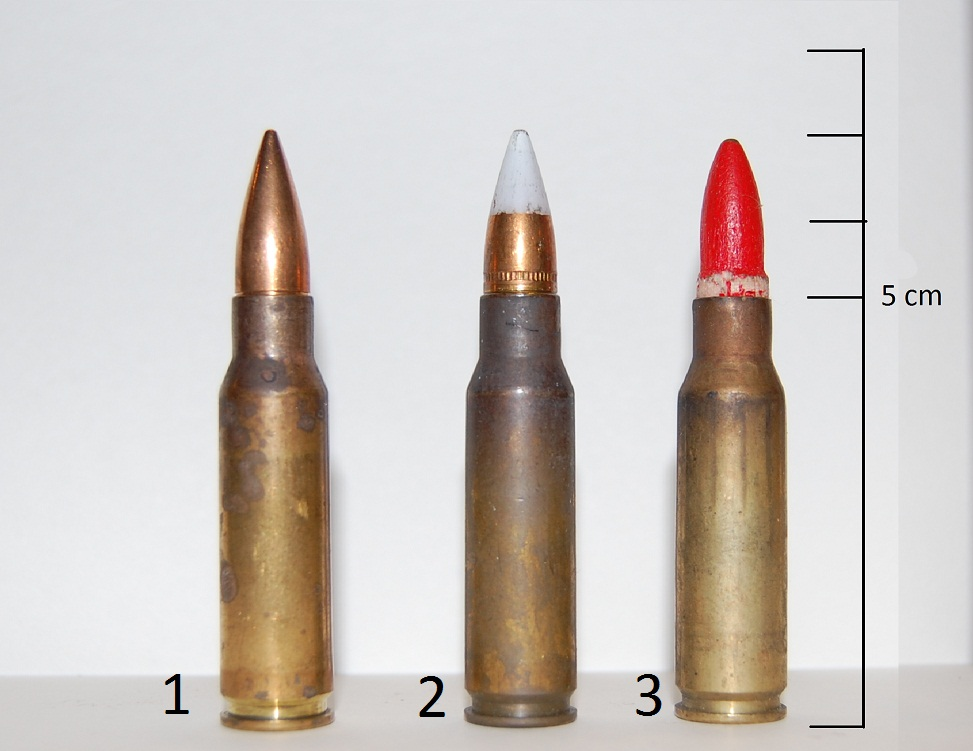
1: Skarp, 2: Spårljus, 3: Lös

Ak 4 använder 7,62x51 mm NATO. Flera olika patroner finns inom Försvarsmakten för bruk till Ak 4.
Skarp (7,62 mm Sk ptr 10 prj)
Skarp patron med helmantlad projektil med bly och stålkärna. Toppen av projektilen har en kärna av stål för ökad penetrationsförmåga. Projektilens mantel är gjord av tombak.
Spårljus (7,62 mm Sk ptr 10 slprj)
Spårljuspatronen (Sk ptr 10 slprj) känns lätt igen på att dess projektil har en vitmålad spets. Projektilen har en lyssats av fosfor som antänds runt 70 meter från pipan och lyser i mellan 100 och 800 meter. Man kan följa dess bana då det blir som ett rött lysande streck efter den.
Pansarbrytande (7,62 mm Sk Ptr 10 pprj)
Den pansarbrytande känns igen på att projektilens spets är svartmålad. Denna patrontyp används normalt sett inte i fredstid eftersom den är förhållandevis dyr.
Drivpatron (7,62 mm drivptr 10)
Drivpatronen saknar projektil. Hylsan är stjärnstrypt med svart tätlack kring mynningen. Drivpatroner används för att skjuta iväg gevärsrökgranater.
Lös (7,62 mm Lös ptr 10)
Den lösa patronen används enbart i fredstid under övning. Patronen har en träplugg som projektil som pulvriseras vid skjutning inuti pipan. Vapnet förses med en lösskjutningsanordning som gör att träflisorna inte skjuts ut rakt fram och därmed skulle kunna skada personer.
Blind (7,62 mm blind ptr 10)
Blind ammunition, det vill säga ammunition utan krut eller riktig tändhatt, används vid utbildning innan soldaterna lärt sig att hantera vapnet på ett korrekt och säkert sätt. Flera olika varianter av blind ammunition har använts inom Försvarsmakten och nästan alla har grönfärgad projektil och förnicklad hylsa. Den som är vanligast idag har en grönanodiserad kula, förnicklad hylsa utan tändhatt och två rillor på hylskroppen.

## Inskjutbar kolv
I samband med införandet av Automatkarbin 4 inköptes ett antal inskjutbara kolvar. Dock i en begränsad upplaga, vilka då kom att fördelas till fallskärmsjägarförband. Tidigare var inskjutbar kolv också tillåtet för vissa andra jägare under förutsättning att de fick tag på en sådan kolv [källa behövs]. Alla jägarförband är idag (2012) utrustade med Ak 5. Samma typ av inskjutbara kolvar har sedan senare 2010-talet tilldelats personal inom Hemvärnet, främst fordonsförare. Praxisen "under förutsättning att de fick tag på en sådan kolv" är dock fortfarande i bruk i vissa hemvärnsförband [källa behövs]. Det gäller även "quadrail" istället för det främre greppet [källa behövs]. En kortare variant av originalkolven har funnits tillgänglig för mindre soldater, dessa är stämplade med ordet "KORT".